# Brian (mitologia)
Nella mitologia irlandese, Brian (o Uar) era uno dei tre figli di Tuireann e Danand, insieme a Iuchar e Iucharba.

## Nome
In molti manoscritti istituzionali dell'Oidheadh Chlainne Tuireann (Il destino dei figli di Tuireann), Brian è in realtà chiamato Uar (o Uair), ma il nome è stato emendato dai curatori in "Brian" che si conforma al nome del personaggio nei testi antichi. Eugene O'Curry, lavorando da un manoscritto in suo possesso, dà il nome di "Brian", ma nota che "Uar" era un nome alternativo per Brian.

## Mitologia
In Oidheadh Chlainne Tuireann i tre uccidono il nemico del padre, Cian, che è il padre di Lúg, uno dei più grandi dei Tuatha Dé Danann. Cian si trasforma in un maiale per mascherarsi, ma i tre fratelli si trasformano in cani e lo perseguitano. Lo uccidono, smembrano il suo corpo e cercano di nascondere il loro crimine. Come ricompensa per questo crimine, Lúg li manda in giro per il mondo conosciuto, fino alla Persia e alla Sicilia, per recuperare le armi magiche che Lúg intende usare nella Seconda Battaglia di Magh Tuireadh. I tre fratelli riescono a ottenere tutto ciò che Lúg ha richiesto, e tornano in Irlanda gravemente feriti. Il loro padre Tuireann chiede allora a Lúg di guarirli usando uno degli oggetti che hanno recuperato nei loro viaggi, una pelle di maiale magica in grado di guarire tutte le ferite, ma lui rifiuta, causando così la loro morte.
In almeno una versione di questo racconto, Brian è il più intelligente e scaltro, mentre i suoi fratelli Iuchar e Iucharba sono stupidi e facilmente sovrastati da Brian. Questa storia dei Figli di Tuireann è stata talvolta paragonata a una Argonautica irlandese.